# Ding Hongyu

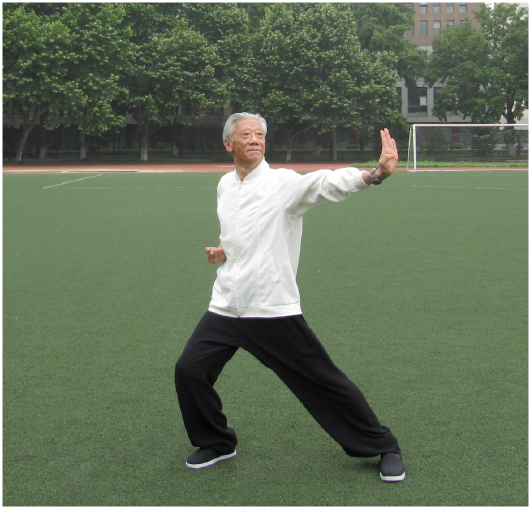
Ding Hongyu 2013

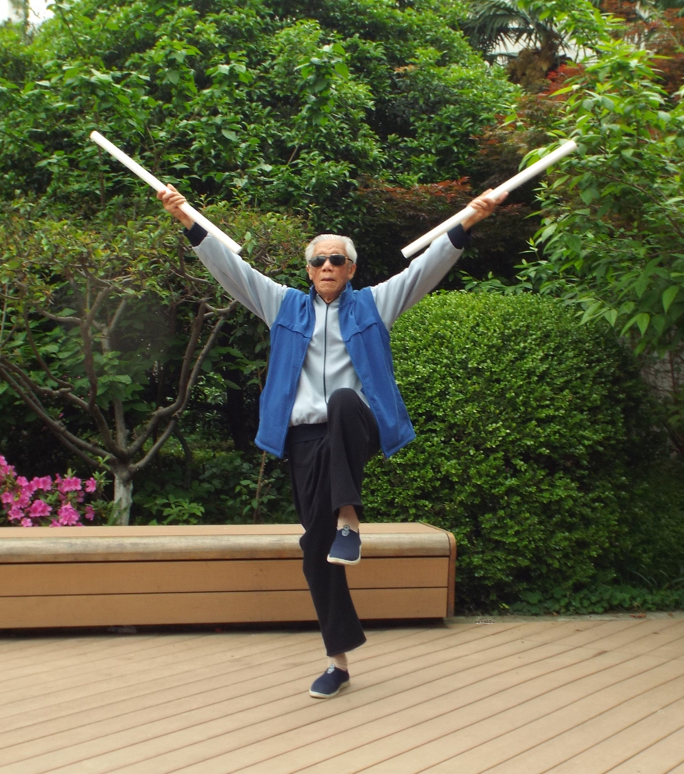
Ding Hongyu Doppelstockform

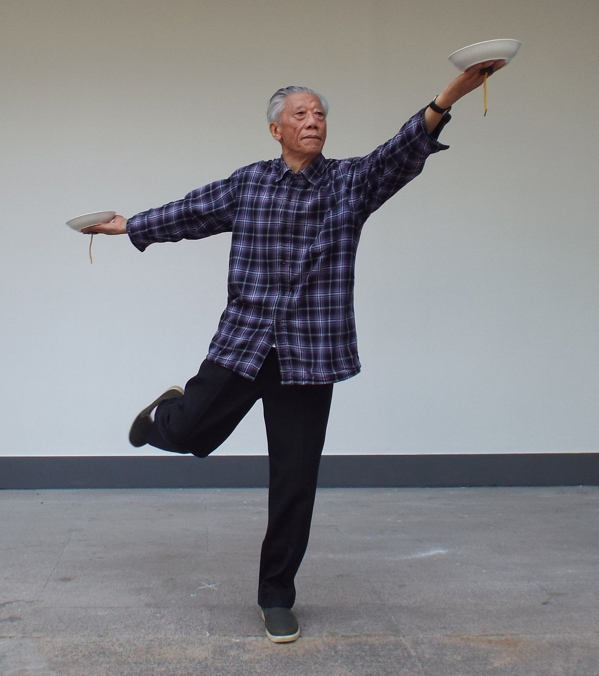
Ding Hongyu Panzi Gong II

Ding Hongyu (* 1932) war als Taijiquan- und Qigong-Lehrer an den Universitäten von Shuzhou und Nanjing V.R. China tätig. Seit Ende der 50er Jahre beschäftigte er sich mit Taijiquan und Qigong. Er arbeitete in verschiedenen Einrichtungen zur Erforschung der Effekte von Taijiquan und Qigong. In Deutschland wurde er unter anderem durch die Ausstrahlung des Lehrprogramms „DaYan („Wildgans“) Qigong“, dieser Film wurde vom Südwestfunk (Baden-Baden) ausgestrahlt und dem Qigong-Poster der AOK, für das er „Modell“ stand, bekannt. Des Weiteren war er an der Veröffentlichung von verschiedenen Fachbüchern der Carl von Ossietzky Universität Oldenburg beteiligt. Ebenso prägte er das Verständnis für Traditionelle Chinesische Medizin (TCM) und Qigong der Vereinsmitglieder der Deutschen Qigong Gesellschaft e. V. (DQGG) die 1990 gegründet wurde. Während seiner Aufenthalte in Deutschland, von 1988 bis 2007, war er in der noch jungen Qigong-Entwicklung in Deutschland an der Ausbildung vieler Qigong-Schüler beteiligt. Bei einem Seminar sagte er einmal „Man sollte nicht von Medikamenten oder vom Arzt leben“ mit Blick auf Taiji und Qigong. Beide Methoden helfen dabei, die eigene Lebensenergie und die innere Ausgeglichenheit zu fördern.

## Beruflicher Werdegang
1957 erwarb Ding Hongyu einen Abschluss in Sportwissenschaft an der Suzhou-Universität. 1957–1993 war er an der Nanjing-Universität tätig. Er unterrichtete Sportwissenschaft und Sporttraining und arbeitete im Bereich Sportforschung (1964 ein Jahr Weiterbildung mit anderen chinesischen Sportdo-zenten an der BeiJing Sportuniversität). Während der langjährigen Studien in den Sporttheorien und seiner Lehrerpraxis hat Ding Hongyu Sport mit der Chinesischen Medizin kombiniert und für die Vorbeugung gegen Krankheiten und zur Erhaltung der Gesundheit die theoretischen Ansatzpunkte geliefert. Seit 1988 war er 14 Mal in Deutschland und wurde von der Universität Oldenburg, dem Deutschen Qigong Verein, Mettnau Kur, Tus Traunreut usw. eingeladen und hat verschiedene Kurse und Seminare über Qigong und Taiji Quan abgehalten. Er hat dadurch zum Kulturaustausch zwischen Ost und West beigetragen.
1991 war er an der Verfilmung des Lehrprogramms „DaYan („Wildgans“) Qi Gong“ beteiligt. Dieser Film wurde vom Südwestfunk (Baden-Baden) ausgestrahlt; 1995 entwickelte Ding Hongyu das „5 Organe Qigong“ und lehrt es in Deutschland. 1996 modifizierte er die Form des „BaDuanJin“ („Acht Brokatstücke“). Im folgenden Jahr entwickelte er das „Bao Jian Qigong 2“ (Gesundheitsschützendes Qigong 2) und 1998 die Form der „Gesundheitsübung mit der Tellerdrehung“ (PanZi Gong – Teller Gong). 2012 entwickelte er das „Sehnen- und Knochen-Qigong“ (Jingu Gong) und 2014 die „Lebensverlängernden Übungen“ (Laoren Yanshou Fa). Im Jahr 2016 stellte Ding Hongyu seine zweite Form der „Gesundheitsübung mit der Tellerdrehung“ (PanZi Gong II) vor. In den Jahren 2018 bis 2019 entwickelte er die „Gesundheitsübung mit der Stockdrehung“ die aus zwei Formen – der Einzel- und der Doppelstockübung besteht. Dazwischen veröffentlichte er immer wieder verschiedene Beiträge zur Erhaltung der Gesundheit in Fachzeitschriften in China.

## Veröffentlichungen
- Johann Bölts, Wilfried Belschner, Ding Hongyu, Song Yun: Das Herz-Qigong. 1. Auflage 1992, Bibliotheks- und Informationssystem der Carl von Ossietzky Universität Oldenburg, ISBN 3-8142-0406-9, ISSN 0174-1624.
- Johann Bölts, Wilfried Belschner, Ding Hongyu: Das Daoyin-Qigong (Chinesische Übungen zur Pflege der Gesundheit). 1. Auflage 1993, Bibliotheks- und Informationssystem der Carl von Ossietzky Universität Oldenburg, ISBN 3-8142-0423-9, ISSN 0174-1624.
- Ding HongYu: Gesundheitsübung mit der Tellerdrehung (PanZi Gong – Teller Gong). 1. Auflage 2012, LILIOM Verlag, ISBN 978-3-934785-60-1.
- Ding HongYu: Liebe die Gesundheit – Schätze das Leben. Die Neuen Acht Brokate – Sehnen- und Knochen-Qigong. 1. Auflage 2015, LILIOM Verlag, ISBN 978-3-934785-75-5.
- Ding HongYu: Lebe die Gesundheit – Das Leben braucht Bewegung. Qi-Übungen im Alter für ein langes Leben; Funktionen und Aufgaben der Nieren. 1. Auflage 2016, LILIOM Verlag, ISBN 978-3-934785-76-2.
- Ding HongYu: Gesundheitsübung mit der Stockdrehung – Üben mit Freude für ein glückliches und langes Leben. Einzel- und Doppelstockform. 1. Auflage 2020, LILIOM Verlag, ISBN 978-3-96606-011-0.
- Ding HongYu: Gesundheitsübung mit der Tellerdrehung (PanZi Gong II). 1. Auflage 2022, LILIOM Verlag, ISBN 978-3-96606-029-5.

## Filme
- „DaYan („Wildgans“) Qigong“ Film auf Youtube
- Ding HongYu zeigt die dritte und vierte Form von PanZi Gong.
- Gesundheitsübung mit der Tellerdrehung - Panzi Gong.
- Neues Ba Duan Jin (Acht Stücke Brokat).